# General Mosconi (Formosa)
Pour la ville du nord-ouest de l'Argentine, voir General Mosconi.
General Mosconi est une ville de la province de Formosa, en Argentine, et le chef-lieu du département de Matacos. Elle est nommée à la mémoire d'Enrique Mosconi, un militaire argentin du début du XXe siècle.
Elle est située à l'extrémité nord-ouest de la province.